# 絶大
| ウィキペディアには「絶大」という見出しの百科事典記事はありません（タイトルに「絶大」を含むページの一覧/「絶大」で始まるページの一覧）。 代わりにウィクショナリーのページ「絶大」が役に立つかもしれません。 |